# أنتوني باسيلي
أنتوني باسيلي (بالإسبانية: Anthony Basile) هو لاعب كرة قدم بنمي في مركز الهجوم، ولد في 23 سبتمبر 1980 في مدينة بنما في بنما. شارك مع منتخب بنما لكرة القدم. أما مع النوادي، فقد لعب مع بلازا أمادور ونادي ديبورتيفو أراب يونيدو.

## وصلات خارجية
- أنتوني باسيلي على موقع الاتحاد الدولي (مؤرشف)  (الإنجليزية)
- أنتوني باسيلي على موقع قاعدة بيانات كرة القدم.إي يو (الإنجليزية)
- أنتوني باسيلي على موقع ناشيونال فوتبول تيمز (الإنجليزية)
- أنتوني باسيلي على موقع Soccerway.com (الإنجليزية)